# وسلیوب
وسلیوب (به لاتین: Vselyub) یک منطقهٔ مسکونی در بلاروس است که در منطقه گرودنو واقع شده‌است.